# Etruščani
Etruščani ali Etrurci so bili predrimsko ljudstvo v osrednji Italiji. Živeli so na ozemlju med Tibero in Arnom na eni strani in Tirenskim morjem in Apenini na drugi. Določen čas so bili tudi glavni tekmeci Rima za oblast na tem območju. Grki so jih imenovali Tirenci; Tyrrhenoi ali Tyrrsenoi, Rimljani pa Etrusci ali Tusci, medtem ko so sami Etruščani uporabljali izraz Rasenna (Rasna, Raśna).
Obstaja več teorij o njihovem izvoru; grški zgodovinar Herodot je menil, da so prišli kot pomorščaki iz maloazijske Lidije. Drugi so bili mnenja, da so že od nekdaj živeli v Italiji in da so njeni prvotni prebivalci. Razcvet etruščanskih mest se je začel v 7. stoletju pr. n. št. Na vrhuncu svoje moči pa so bili v 6. st. pr. n. št. Etruščanska civilizacija je trajala do asimilacije v Rimsko republiko, je pa na njej pustila veliko kulturnih vplivov.

## Jezik in pisava
Svojo pisavo so priredili po vzoru grške abecede. Po njihovem posredovanju so jo torej Rimljani prevzeli od Grkov. Najstarejši vzorec abecede ima 26 črk. Zanimivo je, da sodijo nekatere tablice z abecedo med votivne predmete. Brali so od desne proti levi. Zvitki, na katere so pisali, so bili najbrž večinoma iz blaga. Pomembna najdba je t. i. Liber Linteus (lanena knjiga). Ta etruščanski zapis je najdaljši med odkritimi, ohranjen pa je na povojih, v katerih je bila zavita mumija. Povoji so bili laneni, od tod ime. Mumijo hranijo v Arheološkem muzeju v Zagrebu. 
Izvor etruščanskega jezika ni dokončno pojasnjen, znano je le, da ni soroden indoevropskim jezikom. V jezikoslovju se kot edini zanesljivi sorodnik etruščanščine omenja lemnijski jezik, ki je izpričan na napisu iz 6. stoletja pr. n. št., odkritem leta 1885 na grškem otoku Lemnos, verjetno pa je bila etruščanščini sorodna tudi retijščina, predindoevropski jezik antične Italije. Nemški jezikoslovec Helmut Rix (1998) je za omenjene tri jezike uvedel poimenovanje tirenski jeziki. Skupina tirenskih jezikov sicer velja za izolirano, saj zanjo ni dokazano, da bi bila sorodna s katero koli drugo jezikovno skupino.
Poleg posameznih besed in lastnih imen je etruščanski jezik še danes nerazumljiv. Kljub temu pa sta glasoslovje in besedotvorje pojasnjena.
Nekaj značilnosti etruščanskega jezika:
- Ni uporabljal črk b in d, ker ni ločeval zvenečih in nezvenečih zapornikov;
- Vseboval je aspirate;
- Glas h so označevali s črko H (eta);
- Imel je več pripornikov kot grščina;
- Samoglasniki sredi besed so izginjali;
- Ni imel samoglasnika o (Rim (sl.) = Ruma (etr.) = Roma (lat.)).

## Družba
V mestih so vladali aristokratski posestniki in trgovci. Nižji sloj je sestavljala služinčad, ki je bila svobodna ali nesvobodna. Pomembno mesto v etruščanski družbi je zavzemala družina, ki je bila trdno in tesno povezana. Pater familias je imel pri njih isto veljavo in ugled, kot ga je užival pri Rimljanih. Tudi etruščanske ženske so imele visok položaj. Bile so splošno cenjene in spoštovane. Če jih primerjamo z rimskimi, so bile bolj enakopravne moškim. Veliko so hodile ven, se udeleževale iger in športnih prireditev, na pojedinah so jedle skupaj z moškimi. Imele so tudi osebno ime. 

### Državna ureditev
Ob nastanku Etrurije, države Etruščanov, se je oblikovalo 12 mestnih držav v velikosti provinc.Zato so 6. stoletja so po zgledu maloazijskih jonskih mest ustanovili ligo dvanajstih državic, ki so jih med seboj povezali isti politični cilji in verovanja. Ta mesta (»duodecim Etruriae populi«) so naslednja: Veji, Caere, Tarkvinija, Vulci, Ruzele, Vetulonija, Volzinij, Kluzij, Parusia, Kortona, Arritim in Voltera.
V vsaki provinci je vladal kralj, ki pa je bil samo reprezentativna oblast. Kralj je izbral predsednika zveze, ki pa je skupaj z mestnim plemištvom predstavljal izvršilno oblast, torej tisto, ki je odločala. Nasploh so imeli Etruščani že razvito razredno družbo. Mestni plemiči, ki so predstavljali najvišji razred družbe, so odločali o proizvodnji in trgovini, v časih vojne pa tudi o vojski. Odločitve, ki so zadevale celotno Etrurijo, so sprejemali na rednih srečanjih predstavnikov mestnih držav. Največkrat so se jih udeleževali kralji, svečeniki, plemstvo in vojaki.
Arhaično družbo, ki so jo imeli Etruščani je še najlažje primerjati s fevdalno družbo. Ta družba je poznala samo 2 družbena razreda, to sta : gospodarji in služabniki. Seveda pa je bil razred razčlenjen tudi znotraj.
Kralji so bili opevani in so jih slavili, zaradi tega vemo o njih tudi največ. Vse kralje poznamo po njihovih imenih. Vladarji so imeli častne znake najvišje oblasti. Znak oblasti je v Etruriji bila zlata krona, slonokoščeni prestol, žezlo z orlom na ročaju, tuniko in škrlatni plašč. Znak oblasti je tudi spremstvo liktorjev (vsak kralj je imel svojega liktorja), ki so pomagali kralju pri vodenju države.
Vsako leto je mestna aristokracija med seboj izvolila tudi uradnike, ki so se povezovali v kolegij. Uradniki so imeli veliko različnih funkcij. Visoke uradnike so na poti v posmrtno življenje spremljala uradna spremstva, ki so vključevala konje, godbenike in služabniki, ki so nosili predmete, ki naj bi jih umrli potreboval v posmrtnem življenju.
Razred služabnikov se deli na hišno služinčad, ki je opravljala dela v in okrog hiše; kmete, ki so bili sužnji na deželi – za vso zemljo, ki so jo dobili od etruščanskih osvajalcev so morali plačevati visoke davke. Sužnje so pošiljali tudi v suženjske kaznilnice oz. zapore, kamor so prišli, če niso upoštevali navodil njihovih gospodarjev ali so bili leni. Ob koncu 4. stoletja pr. n. št. so se začeli sužnji večkrat tudi upirati in začelo se je množično osvobajanje teh sužnjev. Sužnji so se polastili celo oblasti, katero si je preživelo plemištvo komaj s pomočjo vojske prisvojilo nazaj. Vsi osvobojeni sužnji so bili takrat pobiti.

## Družinsko življenje
Etruščani so prebivali v družini (oče, mati, otroci, vnuki). Trdimo lahko, da je družba poznala družino, kot sta jo poznali rimska in grška družba. Zakonska zveza je bila monogamna in je bila patriarhalna. Dedovanje po materini strani ni bilo omogočeno. Etruščani so si ustvarili trdno povezane družine – v družini je imel glavno besedo/ Pater familias. - (Sporni navedek-Etruščani so živeli v Bratovščinah- od tod Fraternite in popolnoma drugačna vloga žene v družini, kot so jo poznali Latinci!)

### Vloga ženske
Ženske v Etruščanski družbi so bile spoštovane, imele so celo svoja posebna imena. Celo otroci so dobivali imena po imenu in priimku tako očeta kot tudi matere. Primer tega je napis iz Tarkvinije, ki se je imenoval »Larth Arnthal Plecus clan Ramthasc Apatrual«, to pa pomeni »Lars, sin Arrunsa Pleco in Rathme Apatronije«. Na stenskih poslikavah imajo ženske svetle lase, nosijo tuniko in preko tunike še izvezen plašč.
Etruščanska ženska je v nasprotju z Rimsko in Grško žensko veliko odhajala izven domačih zidov. Ženske z aristokracije so se skupaj z možmi udeleževale gostij, kjer so celo ob mizah legle na triklinij poleg moža. Na večini poslikav so prav tako narisane v zelo enakopravnem položaju z moškim. Razen gostij pa so se tudi udeleževale plesov, koncertov, atletskih iger,… Bile so prisotne tako na javnih kot na zasebnih dogodkih. Etruščanska je bila tudi politično dejavna. Sama se sicer ni smela spuščati v politiko, vendar je največkrat pomagala možu, da je prišel do visokega političnega položaja; za dobro svoje družine je mnogokrat uporabila vse koristne zveze in s tem potrdila že takrat reklo, da za vsakim uspešnim moškim stoji uspešna ženska . Na splošno so bile etruščanske ženske zelo gospodovalnega značaja in ponosne. Ženske v Etruriji so imele celo lastniške pravice (npr. na vazah je bilo velikokrat napisano ime lastnice). V grobnicah v mestu Cere so imeli celo posebne stebričke za moške in ženske, ki so služile za nagrobne napise. Etruskologi domnevajo tudi, da so obstajale družinske grobnice, kjer so imele enakopraven položaj z moškim. Moški sarkofag je bil na levi, ženski na desni strani. 
Po vsem, kar so znanstveniki do zdaj ugotovili je imela ženska posebno vlogo v etruščanski družbi. Bila je umetniško izobražena, kultivirana in tudi v mitologiji je imela posebno mesto.

### Prosti čas
V Etruriji so poznali več načinov, kako preživljati svoj prosti čas.
Prirejali so gostije, na katerih se pojavljajo postelje za ležanje moža in žene; nizka miza pred temi posteljami za odlaganje jedi in pijač, pa še godci in točaji. Gostje so jedli z raznovrstnim srebrnim priborom, poleg katerega so uporabljali po navadi še keramično in bronasto posodje. 
Gostije pa niso bile edini način zabave. Prirejali so tudi svečane igre, slavili so velike javne praznike, na katerih so predstavljali glasbo, ples, šport in gledališče. 
Etruščani so poznali vokalno in instrumentalno glasbo. Glasbo so vključevali v vse pomembne dogodke, kot so poroka, pogreb, žetev, trgatev ali gostija. Aristotel je celo izjavil, da Etruščani boksajo, bičajo sužnje in kuhajo ob zvokih glasbe. Pri lovu so po starem etruščanskem običaju z glasbo naganjali divjačino v zanke. Priljubljen instrument je bil flavta. Flavtisti so skupaj s plesalci celo ustvarili latinsko gledališče. 
Etruščanski plesalci so upodobljeni na več freskah. Upodobljeni so v barvnih volnenih plaščih in so izvajali žive plesne figure. Poleg tega da so plesali so plesalci v svojih predstavah tudi peli. Poznali so glavnega in stranske plesalce, ter tudi različne obrate; najlepše plesne figure predstavlja freska iz Groba s triklinijem, kjer poleg plesalcev še nastopata flavtist in kitarist. 
Športne igre so prirejali pri pogrebih in v čast bogovom. Etruščani so poznali zgradbe, namenjene samo športu. To so bile gimnazije, štadioni in hipodromi. Imeli so tekmovanja v dirkah s konji, rokoborbe, gimnastične tekme, metanje diska, skoke in tek. Najpomembnejša disciplina je bil tek. Občinstvo na tribunah, ki je lahko spremljalo športne prireditve, so bili moški, ženske in mladina; prireditve so lahko spremljali tudi sužnji, vendar niso sedeli na tako udobnih mestih, kot ostali gledalci. Poznali so igro imenovano Phersu, ki je spominjala na gladiatorske igre, vendar se slednje kljub možnostim razvoja v Etruriji nikoli niso razvile. 		
Pri igri Phersu je bila točno določena obleka in lahko so uporabljali sabljo. Igre so upodabljali tudi v gledališču, tako v času antike, kot tudi v srednjem veku. 
Etruščani so poznali tudi dramske uprizoritve.

## Gospodarstvo
Etruščani so pridelali dovolj žita, da so ga lahko izvažali celo v sosednje dežele. Okoli mest so imeli veliko njiv in sadovnjakov, kjer so pridelali vse, kar so prebivalci potrebovali za življenje. Ukvarjali so se tudi z živinorejo in poljedelstvom. Njihov gospodarski razvoj je temeljil na bogati izdelavi raznih železnih in bronastih predmetov; od orožja in posodja do raznih kultnih predmetov, saj so pridobivali baker in kasneje železo. Ko se je splošno razširila uporaba železa, je bron dobil sakralen značaj; skoraj ves kultni pribor je bil bronast. 
Poljedelstvo
Etruščani so imeli razvito poljedelstvo in pastirstvo. Veliko poljedelskih orodij je razstavljenih v muzeju v Firencah. Med ta orodja spadajo zbirke nožev za kleščenje in obrezovanje, srpi za žito in oralo za poljedelstvo. To oralo je bilo podobno plugu, vendar je bilo primerno samo za lahko sredozemsko zemljo. Med orodja za ralo spada tudi ploščati lemež (oblika žlice), katero se pritrdi na plug, druga vrsta je koničasti lemež, ki je prav tako pritrjen na plug, vendar ima posebno ročko za upravljanje le tega.
Etruščane je zanimalo tudi, kako čim boljše izkoristiti zemljo, ki so si pridobili z izsuševanjem maremskega območja ob morju. O poljedelstvu je nastalo tudi več spisov. 
Živinoreja
Živinoreja je bila najbolj navzoča na območjih pašnikov ob obali in v gozdnatih dolinicah. Znani so po robustnih etrurskih volih, ki so bili zelo dobri za delo na poljih. Junice so bile snežno bele barve in so bile večkrat žrtev za bogove. Na ligurski meji so kmetovalci pridelovali ovčji sir, ki so ga oblikovali v velikanske kolute. Včasih je tehtal tudi nad 327 kg. Etruščani so bili znani po svojih prašičih, ki so jih navadili, da so sledili zvoku trobente. Velike črede prašičev so bile opisane ob Tiranskem morju. 
V opisu posameznih mest pa so opisane tudi druge veje gospodarstva, kot so keramičarstvo, zlatarstvo in železarstvo.

## Umetnost
Danes poznamo Etruščane predvsem po njihovih grobnicah, oblikovanih kot hiše. Nastajale so od 7. stoletja dalje in so veličastno okrašene s kipi ali s portreti umrlih ali pa s freskami pokojnikov pri njihovih vsakdanjih opravilih. Izdelovali so razne kovinske predmete in jih izvažali po svetu. Kapitolska volkulja in Himera iz Arezza sta tudi etruščanska bronasta kipa.
Etruščanska kultura je bila zelo bogata in visoko razvita, vendar je ni veliko ohranjene.
Najbolj znane in najlepše so nekropole in grobnice z reliefnimi poslikavami in freskami v raznih barvah, vendar te predstavljajo le majhen del etruščanske umetnosti.
Barvne freske iz obdobja Etruščanov so prikazane v pozah iz vsakdanjega življenja; največkrat prikazujejo plesalce ali glasbenike.
Kiparstvo je predstavljalo zelo razvito vejo umetnosti v Etruriji. Kipi so bili upodobljeni na večini sarkofagov. Eden najbolj znanih je Sarkofag zakoncev iz Cervetere. Pri tem kipu je zelo zanimiv nasmeh na obrazu moža in žene. 
Arheološka odkritja govorijo, da so se prve umetnine v Etruriji pojavile v zgodnji železni dobi. To so bile vaze poslikane z geometrijskimi vzorci in žare iz gline. Med 8. in 6. stoletjem pr. n. št. ima umetnost pridih Orienta, feničanski trgovci so v Etrurijo s seboj pripeljali blago iz Sirije, ki so Etruščani izpopolnili. V tem času Etruščani navežejo tudi prve stike s helenističnimi kolonijami. Iz obdobja med 8. in 6. stol. pr. n. št. so znane tudi prve nekropole. Med 6. in 5. stoletjem pr. n. št. ob političnem vzponu in razširjanju mej Etrurije ter ob morski premoči, so si Etruščani ustvarili kolonije. Začeli so uvažati grške vaze in se več ukvarjati z arhitekturo. V času od 5. do 4. stol. pr. n. št. so nato v dobi klasične etruščanske umetnosti še gradili grobnice, od katerih pa so se ohranili samo še temelji. Po rimskem zavzetju Etrurije se je etruščanska umetnost in kultura nasploh integrirala v rimsko in postajala vedno bolj nepomembna.

## Drugi o Etruščanih
Iz Antike se žal ni ohranilo veliko virov, ki bi govorili o Etruščanih. 
Teopompovo pisanje
Teopomp je bil grški zgodovinar, ki je v 4. stol. pr. n. št. pisal o Etruščanih, vendar se ne ve koliko pozornosti bi naj dali njegovemu pisanju, saj je veljal za zelo zlobnega in pohlepnega, rad je pisal pikantne zgodbe. Predvsem se je ta zgodovinar ponorčeval iz obnašanja žensk in otrok. Trdil je da so bile ženske skupna last vseh Etruščanov in da se tudi njihovi otroci vzgajajo skupno in ne v družinah.
Seveda pa smo že prej ugotovili, da to ni res, saj so ženske v Etruriji uživale veliko spoštovanje. 
Pozejdonijeve besede
Pozejdonij je bil pravo nasprotje Teopompa, saj je veljal za stoika in je pisal v času, ko med Grki in Etruščani ni bilo napetosti.
Etruščanom je priznaval, da so obvladali veliko različnih vrst umetnosti in so bili pogumni, a jim je očital da so zaradi pijančevanja in zabav izgubili moč in ugled. Zaradi Rimljanov so nato postali brezdelneži, ki so svoj čas preživljali v dekadenci. 
Mnenja Rimljanov
Rimljani so na Etruščane pomislili ob misli na velesilo, ki je bila bogata ampak je propadla. Etruščane so videli tudi kot zelo verne ljudi, ki so delali vse po navodilih svojih bogov.